# Ллойд Бентсен
Ллойд Міллард Бентсен-мол. (англ. Lloyd Millard Bentsen Jr.; нар. 11 лютого 1921, Мішн, Техас — пом. 23 травня 2006, Х'юстон, Техас) — політик США, демократ.

## Біографія
Після закінчення Школи права Техаського університету в 1942 році вступив в американську армію, на початок 1944 року працював в розвідувальній службі в Бразилії, а потім — пілотом ВПС в Італії. Служив до кінця війни, був нагороджений, проведений в ранг майора і командував авіаескадроном.
Після війни Бентсен був в 1947 році був обраний до Палати представників, де знаходився чотири терміни до 1955 року, після чого працював у фінансовому секторі в Х'юстоні, в 1970 році ставши президентом холдингу Лінкольн Консолідейтед. У тому ж році Бентсен, обраний кандидатом в сенатори від демократів, пішов у відставку зі всіх посад.
У 1971 році Бентсен був обраний сенатором від Техасу, перемігши Джорджа Буша-старшого, переобирався в 1976, 1982, 1988 роках. У 1976 році Бентсен боровся за номінацію від Демократичної партії на президентських виборах, але програв Джиммі Картеру, обраному президентом. У 1984 році був одним з можливих кандидатів на пост віце-президента в парі з Волтером Мондейлом, але обрана була Джеральдін Ферраро.
У 1988 році кандидат у президенти Майкл Дукакіс запропонував Бентсену місце кандидата у віце-президенти на виборах. Втім, перемогу здобув республіканець Буш-старший, а віце-президентом став Ден Квейл. Під час дебатів з Квейлом перед цими виборами Бентсен сказав опоненту знамениту фразу: «Ви, сенатор, не Джек Кеннеді».
У 1993–1994 роках Бентсен, покинувши Сенат, займав пост міністра фінансів США в адміністрації Клінтона. У 1998 році Бентсен переніс два удари і через вісім років помер. Його політична платформа була помірною: так, він був ліберальний в питаннях абортів, але виступав за смертну кару.